# Лимпыпитыльтокикэ
Лимпыпитыльтокикэ (устар. Лимп-Питыль-Тан-Кыке) — река в России, протекает по территории Ямало-Ненецкого автономного округа. Устье реки находится в 100 км по левому берегу реки Хэтылькы. Длина реки составляет 19 км.

## Данные водного реестра
По данным государственного водного реестра России относится к Нижнеобскому бассейновому округу, водохозяйственный участок реки — Таз. Речной бассейн реки — Таз.
Код объекта в государственном водном реестре — 15050000112115300068742.